# Hugo Relander
Hugo Magnus Johannes Relander (Viburgo, 8 de abril de 1865 – Helsinque, 27 de março de 1947) foi um filósofo e professor finlandês, que serviu como ministro das finanças em quatro governos.